# Иуда (брат Иисуса)
Иуда (др.-евр. יהודה‬) — один из братьев (единокровный, сын Иосифа от предыдущего брака, либо двоюродный) Иисуса Христа согласно Новому завету. Упомянут в Евангелии от Марка (Мк. 6:3).
По одной из версий, Иуда считается автором Послания Иуды, самого короткого; ставится после посланий Павла и предшествует Книге Откровения и считается христианами каноническим. Католики и восточные православные христиане отождествляют этого Иуду с Апостолом Фаддеем.

## Идентификация с Апостолом Фаддеем

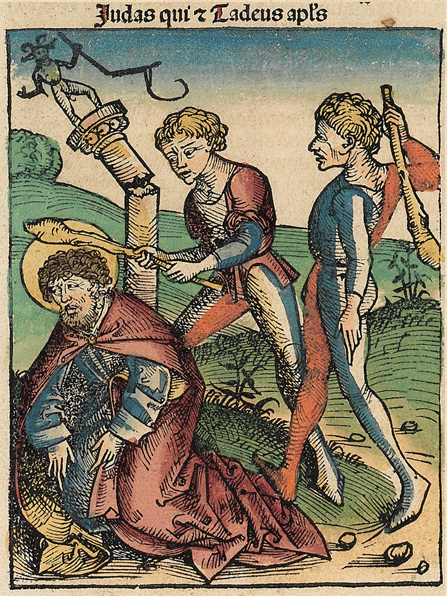
Мученичество апостола Фаддея (Нюрнбергская хроника, 1493 год)

В Средние века апостол Иуда зачастую отождествлялся с Апостолом Фаддеем, однако сегодня большинство библеистов полагают их разными лицами. Поэтому определённую трудность вызывает установление авторства Послания Иуды, где Иуда называет себя братом Иакова.

## В православии
Православное предание, отождествляющее апостола Иуду и Иуду, «брата Господня», говорит о том, что апостол Иуда не дерзал называть себя сводным братом Господним (Иуд. 1:1) по той причине, что когда Иосиф Обручник решил разделить между наследниками своё имущество, то все, кроме Иакова, не пожелали, чтобы и Иисус получил надел, равный с наделами сыновей Иосифа от первой жены.